# 이로운 (1984년)
이로운(李路云, 1984년 2월 1일 ~ )은 전 KBO 리그 롯데 자이언츠의 내야수이다. 개명 전 이름은 '이여상(李如相)'이다.

## 선수 시절

### 아마추어 시절
동국대학교 체육교육학과에 입학해 한대화의 손을 거쳤다.

### 삼성 라이온즈시절
동국대 체육교육학과 졸업 후 드래프트에서 지명을 받지 못했고, 동국대 체육교육학과 시절 감독이자 은사이고, 당시 삼성 라이온즈의 수석코치였던 한대화의 배려로 2006년에 신고선수로 입단하였다. 이후 2010년에는 이적한 팀인 한화 이글스에서 다시 한대화와 만났다. 주로 2군에서 활동하며 2007 시즌 2군 남부리그 타격왕을 차지했다. 시즌 막판에는 정식 선수로 등록돼 1군에 잠시 올라오기도 했다.

### 한화 이글스시절

#### 2008 시즌
4월 4일 한화 이글스의 내야진 자원 부족, 삼성 라이온즈의 포수였던 현재윤의 쇄골 부상에 따른 백업 포수 부족 등이 맞물려 팀의 요청에 따라 그가 포수 심광호를 상대로 1:1 트레이드됐다.
이후 한상훈과 함께 주전 2루수로 번갈아 출전하다가, 한상훈이 2009년에 공익근무요원으로 대체 복무하는 관계로 잠시 빠지게 되자 그를 대신해 경기에 출장하게 됐다. 그러나 체력 등의 이유로 김민재와의 주전 경쟁에서 밀리며 벤치에 있는 시간이 다시 늘어났다. 하지만 예전보다 1군에 더 이름을 올리게 되었고 당시 감독이었던 김인식은 2008년에 그가 많이 성장했다고 평가했다.

#### 2009 시즌
주전 2루수로 출전하며 활약했으나 9월 20일 SK전에서 카도쿠라의 투구에 손목을 맞은 뒤 남은 경기에 출전하지 못했다.

#### 2010 시즌
시즌 도중 갑자기 그가 나오지 않게 되자 3루수 송광민과 비슷한 시기에 입대해 군 복무를 한다는 설이 있었으나 사실 2010년 9월에 크게 허리 부상을 당해 허리 수술을 받았고, 병역이 면제됐다. 부상으로 14경기에만 나온 후 수술을 받고 재활했다.

#### 2011 시즌
송광민이 6월에 공익근무요원으로 대체 복무했고, 일본에서 복귀한 이범호가 KIA 타이거즈로 이적해 구단이 팬들의 질타를 받았다. 그리고 한상훈도 공익근무요원 소집이 해제돼 2루수로 복귀했다. 원래 3루수를 맡기려 했던 정원석마저도 어깨가 약해 마땅한 3루수를 구하지 못하자 그에게 3루를 맡겼다. 이 해 처음으로 100경기 이상을 소화했다. 그는 3루에서 비교적 안정적인 수비를 보여줬고 타격도 원래의 기대치를 뛰어넘으며 주전 3루수로 많이 출장했다.

#### 2012 시즌
개막전에서 갑자기 난조를 보여 오선진에게 주전 3루수를 넘겨줬다. 그래서 본 포지션이자 한상훈의 주 포지션인 2루수로 번갈아가며 출전했다. 1루수로도 가끔 출전했다. 포항야구장 개장 첫 안타, 득점, 홈런을 기록했다.

#### 2013 시즌
타격 부진을 보이며 주로 대타로 경기에 출전했다. 시즌 후 2차 드래프트에서 고향 팀 롯데 자이언츠의 1라운드 지명을 받아 이적했다. 그 해 팀에서는 그 혼자만 2차 드래프트에서 지명을 받아 팀을 옮겼을 정도로 얕은 선수층의 한계를 보였으며, 후에 FA를 선언한 정근우를 영입했을 때도 SK 와이번스가 정근우의 보상선수 지명을 포기했을 때 “선수가 없다”는 소리를 들었다.

### 롯데 자이언츠시절

#### 2016 시즌
6월 24일 한화와의 연장전에서 기습 스퀴즈 번트로 승리를 이끌었다.
2017년 4월 30일에 방출됐다.

## 야구선수 은퇴 후
2017년부터 이루리 야구교실의 감독으로 활동했다.

## 출신 학교
- 부산 감천초등학교
- 부산 대동중학교
- 부산공업고등학교
- 동국대학교

## 논란
- 2009년 9월 2일 두산과의 연장전에서 1사 1루 때 토마스의 공을 이종욱이 타격했고 이종욱의 투수 앞 땅볼을 토마스가 잡아 선행 주자를 아웃시키기 위해 2루에 있던 그에게 던졌다. 그가 그 공을 받아서 처리했는데, 그 다음에 1루로 던지려다가 공을 빠뜨렸다. 그런데 그가 공을 빠뜨리기 전에 글러브에 완전히 공이 들어가서 선행 주자는 엄연히 말해 아웃된 상황이었으나 당시 2루심인 민영기 심판이 그가 공을 잡다 놓친 것으로 판단해 2루 주자의 세이프를 선언했다. 결국 이로 인해 오심 논란이 경기 중에 생겼다. 당시 감독이었던 김인식이 어필했으나 받아들여지지 않았다. 그 날 한화 이글스는 고영민의 끝내기 안타로 인해 패하고 말았다. 하지만, 그 전 날에도 민영기 심판이 오심 판정을 내린 것도 있어서 민영기 심판은 이 사건 이후 KBO의 징계를 받아 남은 1군 경기에 출장하지 못했다.[8]
- 선수들에게 무면허로 스테로이드 약물을 판매하고, 야구교실의 샤워장에서 자신이 직접 학생들에게 주사한 것으로 나타나 구속됐다. 맞기를 거부하는 학생에게도 강제로 투약했다. 주사제뿐 아니라 먹는 스테로이드도 보충제 등으로 위장해 급여했다. 이 금지 약물은 보내는 사람 이름에 부산의 모 피트니스 클럽 대표의 이름이 적힌 채 택배로 배송됐다. 그 외에 각종 물품을 학생들에게 강매하기도 했다. 처음에는 이름이 공개되지 않은 채로 보도됐으나 7월 3일에 실명이 언급됐다. 구속될 무렵까지 혐의를 부인하고 있으며, 야구교실의 스테로이드는 자신이 복용하려고 가지고 있는 것이고, 유소년 선수들에게서 검출된 스테로이드들은 피부과 치료 때문이라고 말했다. 수사 기관에 진술하려는 학부모에게 학생의 한약 복용을 문제삼아 스테로이드가 발견된 것으로 말하도록 협박 및 회유하기도 했다.[9][10]

## 에피소드
- 2008년 8월 3일 베이징 올림픽]브레이크로 인해 휴식차 한화 이글스 팀 동료인 외야수 연경흠과 함께 고향인 부산의 해운대해수욕장에 갔다. 그 때 KBS 뉴스 9에서 인터뷰를 했는데 인터뷰 자막에 그의 이름이 '이영상'으로 잘못 나왔다. 그 화면이 나온 후 한화 이글스 팬들은 그에게 '대전시 용전동 이영상 씨'라고 불렀다[11][12] 당초 이 인터뷰가 알려진 후 옆에 있던 여성이 '헌팅녀', '여자 친구'라는 말이 많았으나 2011년 8월 그의 결혼 발표가 나오며 그의 팬이었던 여자 친구로 밝혀졌다. 2011년 12월 7일에 결혼했다. 결혼식을 했던 예식장 역시 용전동 소재였다.

## 통산 기록
| 년도 | 팀    | 타율  | 경기 | 타수 | 안타 | 2루타 | 3루타 | 홈런 | 타점 | 득점 | 도루 | 도실 | 4사구 | 삼진 | 병살 | 실책 |
| ---- | ----- | ----- | ---- | ---- | ---- | ----- | ----- | ---- | ---- | ---- | ---- | ---- | ----- | ---- | ---- | ---- |
| 2007 | 삼성  | 0.143 | 4    | 7    | 1    | 0     | 0     | 0    | 0    | 2    | 0    | 0    | 0     | 3    | 1    | 1    |
| 2008 | 한화  | 0.208 | 94   | 173  | 36   | 8     | 0     | 2    | 15   | 19   | 7    | 2    | 13    | 47   | 2    | 3    |
| 2009 | 한화  | 0.251 | 79   | 199  | 50   | 5     | 1     | 6    | 28   | 21   | 4    | 1    | 15    | 65   | 5    | 6    |
| 2010 | 한화  | 0.214 | 14   | 14   | 3    | 1     | 0     | 0    | 3    | 0    | 0    | 0    | 1     | 6    | 0    | 0    |
| 2011 | 한화  | 0.222 | 120  | 320  | 71   | 15    | 2     | 3    | 38   | 31   | 15   | 4    | 24    | 67   | 11   | 9    |
| 2012 | 한화  | 0.236 | 86   | 182  | 43   | 7     | 0     | 3    | 19   | 18   | 7    | 2    | 17    | 40   | 5    | 4    |
| 2013 | 한화  | 0.045 | 14   | 22   | 1    | 0     | 0     | 0    | 0    | 1    | 0    | 0    | 0     | 9    | 0    | 0    |
| 2015 | 롯데  | 0.000 | 6    | 5    | 0    | 0     | 0     | 0    | 0    | 1    | 0    | 0    | 1     | 3    | 0    | 1    |
| 2016 | 롯데  | 0.250 | 61   | 72   | 18   | 3     | 1     | 0    | 7    | 10   | 2    | 2    | 7     | 25   | 0    | 5    |
| 통산 | 9시즌 | 0.224 | 478  | 994  | 223  | 39    | 4     | 14   | 110  | 103  | 35   | 11   | 88    | 265  | 24   | 29   |